# Arno Hintjens
Arnold Charles Ernest "Arno" Hintjens, artistnamn Arno, född 21 maj 1949 i Oostende, död 23 april 2022 i Bryssel, var en belgisk rocksångare och låtskrivare. På 1970- och 80-talen var han sångare i gruppen TC Matic, för vilken han skrev den mesta musiken och texterna tillsammans med bandets gitarrist Jean-Marie Aerts. När bandet splittrades 1986 inledde Arno Hintjens en solokarriär.

## Diskografi (solo)
- Arno (1986)
- Charlatan (1988)
- Ratata (1990)
- Tracks From The Story (1992)
- Idiots Savants (1993)
- Water (1994)
- À La Française (1995)
- Live À La Française (1997)
- Give Me The Gift (1997)
- European Cow Boy (1999)
- À Poil Commercial (1999)
- Le Best Of (2000)
- Arno Charles Ernest (2002)
- Longbox (2002)
- French Bazaar (2004)
- Live in Brussels (2005)
- Jus De Box (2007)
- Covers Cocktail (2008)
- Brussld (2010)
- Future Vintage (2012)
- Le coffret essentiel (2014)